# 408 (số)
408 (bốn trăm linh tám) là một số tự nhiên ngay sau 407 và ngay trước 409.